# ガイ・ピアース
ガイ・エドワード・ピアース（Guy Edward Pearce, 1967年10月5日 - ）は、イギリス生まれのオーストラリアの俳優。

## 生い立ち
1967年にイギリスのケンブリッジシャーのイーリーで生まれる。3歳のときにイギリス空軍のパイロットだった父の仕事上、オーストラリアのジーロングへ移住。9歳の時に父が飛行機事故により死亡したが、イギリスには戻らなかった。10代より劇団に所属し、いくつかの舞台に立った。またボディビルに打ち込み、16歳で大会に出場し優勝している。

## キャリア
テレビシリーズ『Neighbours』で4年間主演を務めて人気者となり、1990年にオーストラリアのミュージシャン、ジョン・ウォーターズと共演した『Heaven Tonight』で映画デビューを果たす。オーストラリア国内で知名度を押し上げたのは1994年にテレンス・スタンプ、ヒューゴ・ウィーヴィングと共演したロード・ムービーの『プリシラ』で、同作品では能天気なゲイのドラァグクイーンを演じた。同作品は国内外で高評価を得て、ピアース自身もそれがきっかけで1997年公開の『L.A.コンフィデンシャル』でハリウッドデビューを飾っている。同作品は、同じくオーストラリア出身ラッセル・クロウと組んだほか、サイモン・ベイカーのハリウッド・デビュー作品でもあった。作品はアカデミー作品賞にノミネートされ、名だたる共演者たち相手に堂々とした演技を披露したピアース自身も高い評価を得た。
2000年に出演したクリストファー・ノーラン監督のミステリー『メメント』も彼の代表作品となっている。それ以来、コンスタントにハリウッド映画に顔を出しており、古典SF映画のリメイク『タイムマシン』や法廷サスペンス『英雄の条件』、アダム・サンドラー主演のファンタジーコメディ『ベッドタイム・ストーリー』などにも顔を出している。2006年に出演したシエナ・ミラー主演の『ファクトリー・ガール』では実在したアーティストアンディ・ウォーホルを演じている。2009年に出演したキャスリン・ビグロー監督の『ハート・ロッカー』と、2010年に出演したトム・フーパー監督の『英国王のスピーチ』は両方ともアカデミー作品賞を受賞しており、2年連続でアカデミー賞を受賞した作品に出演した。2013年にはロバート・ダウニー・Jr主演の人気ヒーロー作品『アイアンマン3』に出演するなど、文芸作品からエンターテイメント作品まで、国内外で現在も着実にキャリアを築いている。
2011年にHBOで放送されたケイト・ウィンスレット共演のテレビ・ミニシリーズ『ミルドレッド・ピアース 幸せの代償』でエミー賞・プライムタイム・エミー賞助演男優賞（ミニシリーズ・テレビ映画部門）を受賞した。
2024年、ブラディ・コーベット監督の映画『ブルータリスト』に出演。主人公の建築家のパトロンとなる富豪を怪演し、第97回アカデミー賞にて助演男優賞にノミネートされた。

## 私生活
1997年に心理学者の女性と結婚している。2015年、妻とすでに離婚していることを認めた。2016年3月、交際相手の俳優カリス・ファン・ハウテンが妊娠していることを公表した。ピアース、ファン・ハウテンともに第1子となる。9月に第1子男児誕生が明らかとなる。

## 主な出演作品

### 映画
| 公開年 | 邦題 原題                                                                 | 役名                               | 備考                 | 吹き替え                                            |
| ------ | ------------------------------------------------------------------------- | ---------------------------------- | -------------------- | --------------------------------------------------- |
| 1990   | Heaven Tonight                                                            | Paul Dysart                        |                      | N/A                                                 |
| 1991   | Hunting                                                                   | シャープ                           |                      | N/A                                                 |
| 1994   | プリシラ The Adventures of Priscilla, Queen of the Desert                 | アダム / フェリシア                |                      |                                                     |
| 1996   | 月に願いを Daiting The Enemy                                              | ブレット                           |                      | 高木渉（VHS版）                                     |
| 1997   | Flynn                                                                     | エロール・フリン                   |                      | N/A                                                 |
| 1997   | L.A.コンフィデンシャル L.A. Confidential                                  | エド・エクスリー                   |                      | 宮本充（ソフト版） 藤原啓治（フジテレビ版）         |
| 1997   | 第一容疑者 最終章 The Devil Game                                          | Michael                            |                      | 藤原啓治                                            |
| 1998   | ブランニュー・ワールド Woundings                                          | ジミー・コンプトン                 |                      | 内田夕夜                                            |
| 1999   | ラビナス Ravenous                                                         | ジョン・ボイド大尉                 |                      | 小山力也                                            |
| 2000   | 英雄の条件 Rules of Engagement                                            | マーク・ビッグス少佐               |                      | 家中宏（ソフト版） 江原正士（フジテレビ版）         |
| 2000   | メメント Memento                                                          | レナード・シェルビー               |                      | 小山力也                                            |
| 2002   | モンテ・クリスト伯 The Count of Monte Cristo                              | フェルナン・モンデーゴ             |                      | 森田順平                                            |
| 2002   | タイムマシン The Time Machine                                             | アレクサンダー・ハーデゲン         |                      | 子安武人（ソフト版） 東地宏樹（テレビ朝日版）       |
| 2002   | トエンティマン・ブラザーズ The Hard Word                                  | デール                             |                      |                                                     |
| 2002   | 記憶の羽ばたき Till Human Voices Wake Us                                  | サム・フランク                     |                      |                                                     |
| 2004   | トゥー・ブラザーズ Two Brothers                                           | エイダン・マクロリー               |                      | てらそままさき（ソフト版） 小山力也（フジテレビ版） |
| 2005   | プロポジション -血の誓約- The Proposition                                 | チャーリー・バーンズ               |                      | （吹き替え版なし）                                  |
| 2006   | デスティニー 未来を知ってしまった男 First Snow                            | ジミー・スタークス                 |                      | （吹き替え版なし）                                  |
| 2006   | ファクトリー・ガール Factory Girl                                         | アンディ・ウォーホル               |                      | （吹き替え版なし）                                  |
| 2008   | 奇術師フーディーニ 〜妖しき幻想〜 Death Defying Acts                      | ハリー・フーディーニ               |                      | 藤原啓治                                            |
| 2008   | ブレイキング・ポイント Winged Creatures                                   | ブルース・ララバイ                 |                      |                                                     |
| 2008   | トレイター 大国の敵 Traitor                                               | ロイ・クレイトン                   |                      |                                                     |
| 2008   | ハート・ロッカー The Hurt Locker                                          | マット・トンプソン軍曹             |                      | 東地宏樹                                            |
| 2008   | ベッドタイム・ストーリー Bedtime Stories                                  | ケンダル                           |                      | 山路和弘                                            |
| 2009   | IN HER SKIN/イン・ハー・スキン In Her Skin                                | バーバー                           |                      | （吹き替え版なし）                                  |
| 2009   | ザ・ロード The Road                                                       | 退役軍人                           |                      | 遠藤大智                                            |
| 2010   | アニマル・キングダム Animal Kingdom                                       | ネイサン・レッキー                 |                      |                                                     |
| 2010   | 英国王のスピーチ The King's Speech                                        | エドワード8世                      |                      | 宮本充                                              |
| 2011   | 33 Postcards                                                              | Dean Randall                       |                      | N/A                                                 |
| 2011   | ダーク・フェアリー Don't Be Afraid of the Dark                            | アレックス・ハースト               |                      | 森川智之                                            |
| 2011   | ハングリー・ラビット Seeking Justice                                      | サイモン                           |                      | 宮内敦士                                            |
| 2012   | ロックアウト Lockout                                                      | マリオン・スノウ                   |                      | 東地宏樹                                            |
| 2012   | 欲望のバージニア Lawless                                                  | チャーリー・レイクス               |                      | 宮本充                                              |
| 2012   | プロメテウス Prometheus                                                   | ピーター・ウェイランド             |                      | 納谷六朗（劇場公開版） 佐々木薫（ザ・シネマ版）     |
| 2012   | 不良探偵ジャック・アイリッシュ 死者からの依頼 Jack Irish: Bad Debts       | ジャック・アイリッシュ             | テレビ映画           | 小山力也                                            |
| 2012   | 不良探偵ジャック・アイリッシュ 2人の父への鎮魂歌 Jack Irish: Black Tide   | ジャック・アイリッシュ             | テレビ映画           | 小山力也                                            |
| 2013   | アイアンマン3 Iron Man 3                                                  | アルドリッチ・キリアン             |                      | 小原雅人                                            |
| 2013   | あなたとのキスまでの距離 Breathe In                                       | キース・レイノルズ                 | 日本劇場未公開       | 小山力也                                            |
| 2014   | 不良探偵ジャック・アイリッシュ 3度目の絶体絶命 Jack Irish: Dead Point     | ジャック・アイリッシュ             | テレビ映画           | 小山力也                                            |
| 2014   | 奪還者 The Rover                                                          | エリック                           |                      | てらそままさき                                      |
| 2015   | 成果 Results                                                              | トレヴァー                         |                      |                                                     |
| 2015   | ロスト・エモーション Equals                                               | ジョナス                           |                      | （吹き替え版なし）                                  |
| 2016   | ベストセラー 編集者パーキンズに捧ぐ Genius                                | F・スコット・フィッツジェラルド    | [ 7 ]                | （吹き替え版なし）                                  |
| 2016   | ブリムストーン Brimstone                                                  | 牧師                               |                      | 黒田崇矢                                            |
| 2017   | エイリアン: コヴェナント Alien: Covenant                                  | ピーター・ウェイランド             | クレジットなし       | 内田直哉                                            |
| 2018   | Swinging Safari                                                           | キース・ホール                     |                      | N/A                                                 |
| 2018   | The Catcher Was a Spy                                                     | ロバート・ファーマン               |                      | N/A                                                 |
| 2018   | ミッシング・レポート Spinning Man                                         | エヴァン・バーチ博士               |                      | （吹き替え版なし）                                  |
| 2018   | ふたりの女王 メアリーとエリザベス Mary Queen of Scots                     | ウィリアム・セシル（バーリー男爵） |                      | 宮本充                                              |
| 2019   | ドミノ 復讐の咆哮 Domino                                                  | ジョー・マーティン                 |                      |                                                     |
| 2019   | 最後のフェルメール ナチスを欺いた画家 The Last Vermeer                    | ハン・ファン・メーヘレン           |                      | N/A                                                 |
| 2020   | ブレイク・タウン Disturbing the Peace                                     | ジム・ディロン                     | 日本劇場未公開       | 土田大                                              |
| 2020   | ブラッドショット Bloodshot                                                | エミール・ハーティング博士         |                      | 宮本充                                              |
| 2021   | スレイヤー 7日目の煉獄 The Seventh Day                                    | ピーター・コステロ神父             |                      | 小山力也                                            |
| 2021   | ウィズアウト・リモース Without Remorse                                    | クレイ長官                         | Amazonオリジナル作品 | 宮本充                                              |
| 2021   | ゾーン414 Zone 414                                                        | デヴィッド・カーマイケル           |                      | 木下浩之                                            |
| 2021   | バック・トゥ・ザ・アウトバック 〜めざせ! 母なる大地〜 Back to the Outback | フランク                           | 声の出演             | 多田野曜平                                          |
| 2022   | MEMORY メモリー Memory                                                    | ヴィンセント・セラ                 |                      | 小松史法                                            |
| 2022   | インファーナル・マシーン The Infernal Machine                             | ブルース・コグバーン               | 日本劇場未公開       | 宮内敦士                                            |
| 2023   | The Convert                                                               | Thomas Munro                       |                      | N/A                                                 |
| 2024   | Sunrise                                                                   | Reynolds                           |                      |                                                     |
| 2024   | The Shrouds                                                               | Maury                              |                      |                                                     |
| 2024   | Inside                                                                    | Warren Murfett                     |                      |                                                     |
| 2024   | ブルータリスト The Brutalist                                              | ハリソン・ヴァン・ビューレン       |                      | 家中宏                                              |
| TBA    | Killing Faith                                                             | Dr. Bender                         | ポストプロダクション |                                                     |
| TBA    | The Woman in Cabin 10                                                     |                                    | ポストプロダクション |                                                     |
| TBA    | Neponset Circle                                                           |                                    | 製作中               |                                                     |

### テレビシリーズ
| 放映年    | 邦題 原題                                                        | 役名                             | 備考                    | 吹き替え |
| --------- | ---------------------------------------------------------------- | -------------------------------- | ----------------------- | -------- |
| 1986-1989 | Neighbours                                                       | Mike Young                       | 計497話出演             | N/A      |
| 1991      | Home and Away                                                    | David Croft                      | 計12話出演              | N/A      |
| 1994-1996 | Snowy River: The McGregor Saga                                   | Rob McGregor                     | 計65話出演              | N/A      |
| 2011      | ミルドレッド・ピアース 幸せの代償 Mildred Pierce                 | モンティ・ベラゴン               | ミニシリーズ、計5話出演 | 檀臣幸   |
| 2016      | The Wizards of Aus                                               | Morgan Wright                    | 計1話出演               | N/A      |
| 2016-2018 | Jack Irish                                                       | ジャック・アイリッシュ           | 計12話出演              | N/A      |
| 2018      | THE INNOCENTS/イノセンツ The Innocents                           | ベンディク・“ベン”・ハルバーソン | Netflixシリーズ         |          |
| 2019      | A Christmas Carol                                                | エベニーザ・スクルージ           | ミニシリーズ            | N/A      |
| 2021      | メア・オブ・イーストタウン / ある殺人事件の真実 Mare of Easttown | リチャード・ライアン             | ミニシリーズ            |          |
| 2022      | 亡国のスパイ〜かくも親密な裏切り〜 A Spy Among Friends           | キム・フィルビー                 | 計6話出演               | 井上和彦 |
| 2023      | クリアリング 囚われの子供たち The Clearing                       | Bryce Latham                     | 計8話出演               |          |

## 日本語吹き替え
主に担当しているのは、以下の二人である。
小山力也
『ラビナス』で初担当。以降、多くの作品でピアースを吹き替えている。
小山は自身がピアースを演じた作品の中で特に好きな作品に『メメント』を挙げており、「喋りっぱなしで楽しい現場だった」と振り返っている。
宮本充
『L.A.コンフィデンシャル』（ソフト版）で初担当。小山の次に多く吹き替えている。
このほかにも、藤原啓治、東地宏樹、てらそままさき、家中宏、宮内敦士なども複数回、声を当てている。